# Ilja Lwowitsch Selwinski

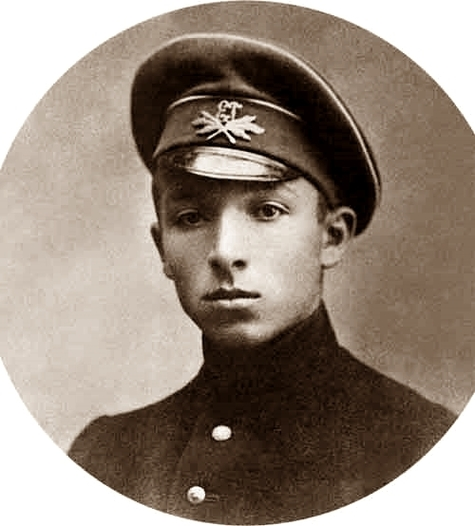
Ilja Lwowitsch Selwinski als Gymnasiast 1910

Ilja (Eli Karl) Lwowitsch Selwinski (russisch Илья (Элий Карл) Львович Сельвинский; * 12. Oktoberjul. / 24. Oktober 1899greg. in Simferopol; †  22. März 1968 in Moskau) war ein russischer Dichter und Hochschullehrer.

## Leben
Selwinskis Großvater Elja (Eliogu) Selewinski war krimtschakischer Kantonist des 11. Fanagoriski-Grenadierregiments. Selwinskis Vater Leiba Elschajelowitsch (Lew Solomonowitsch) Selewinski nahm am Russisch-Osmanischen Krieg 1877–1878 teil, handelte dann mit Pelzen und Rauchwaren und arbeitete schließlich nach Insolvenz als Kürschner. Selwinski besuchte in Jewpatorija die Grundschule und 1915–1919 das Gymnasium. Bereits 1915 begann er seine Werke insbesondere in der Jewpatorijaer Zeitung zu veröffentlichen. Im Revolutionsjahr 1917 beteiligte er sich an der revolutionären Bewegung, wurde verhaftet und kam in das Gefängnis Sewastopol. Während des Russischen Bürgerkriegs war er in der Roten Armee und dann Modell, Lastträger, Reporter, Zirkuskämpfer u. a.
Selwinski studierte an der Fakultät für Gesellschaftswissenschaften der 1. Moskauer Universität mit Abschluss 1923. Seit 1922 gab es die Richtung des literarischen Konstruktivismus, so dass 1924 Selwinski, Korneli Ljuzianowitsch Selinski und Alexei Nikolajewitsch Tschitscherin die Gruppe Literarisches Zentrum der Konstruktivisten gründeten, wobei die Poesie im Mittelpunkt stand. Die Gruppe löste sich im Dezember 1930 auf.
1926 veröffentlichte Selwinski seinen ersten Gedichtband. Der Künstler, Exzentriker und Chansonnier Michail Nikolajewitsch Sawojarow trat in der Mitte bis Ende der 1920er Jahre in seinen Konzerten mit Selwinskis linken Versen und Gedichten auf. Ende der 1920er Jahre schrieb Selwinski experimentelle epische Gedichte. 1927–1930 führte er eine heftige öffentliche Kampagne gegen Wladimir Wladimirowitsch Majakowski, die er 1930 öffentlich bereute. In dieser Zeit arbeitete er als Schweißer. Zu Beginn der 1930er Jahre schrieb er avantgardistische Versdramen.

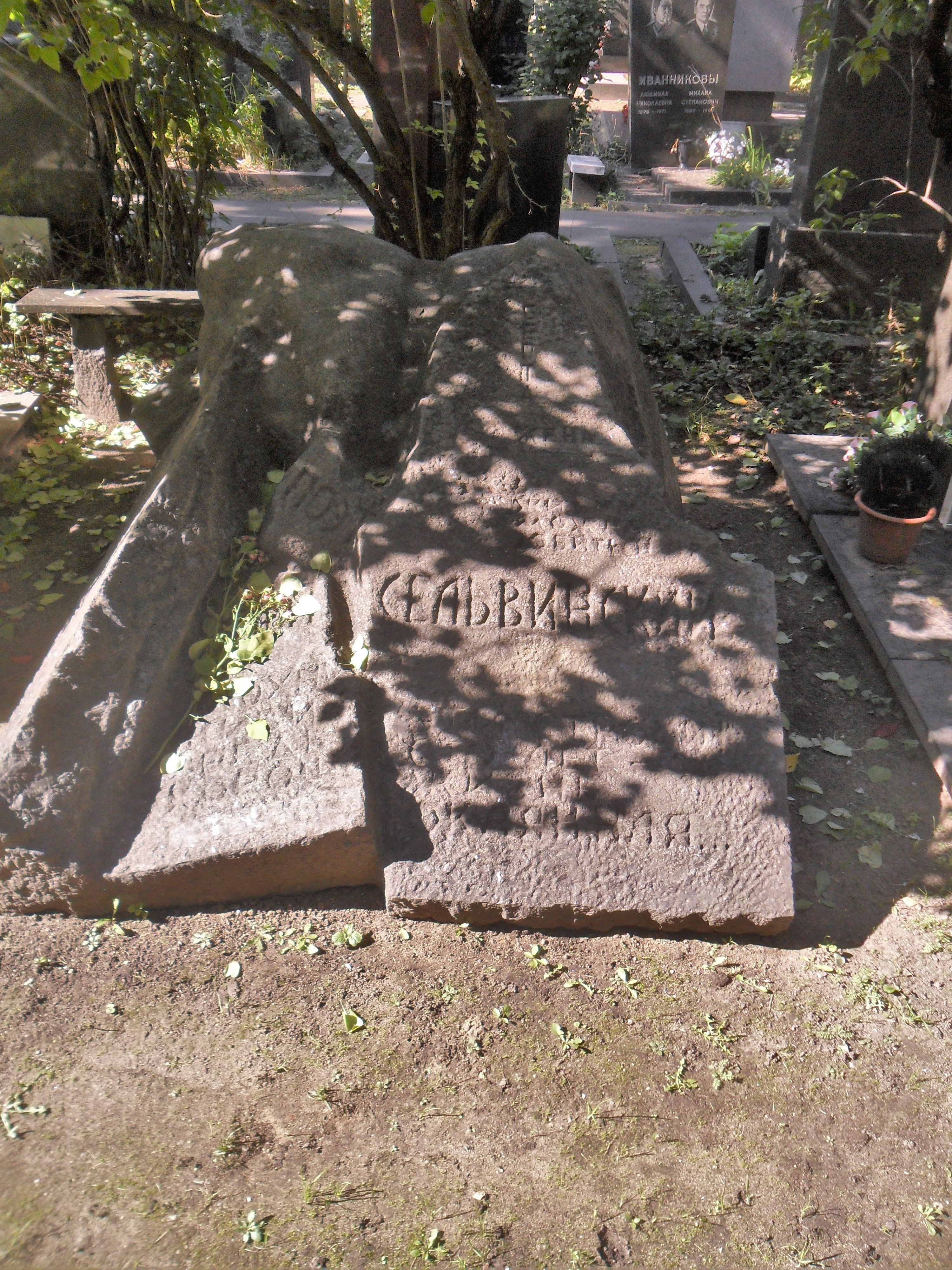
Selwinskis Grab, Nowodewitschi-Friedhof, Moskau

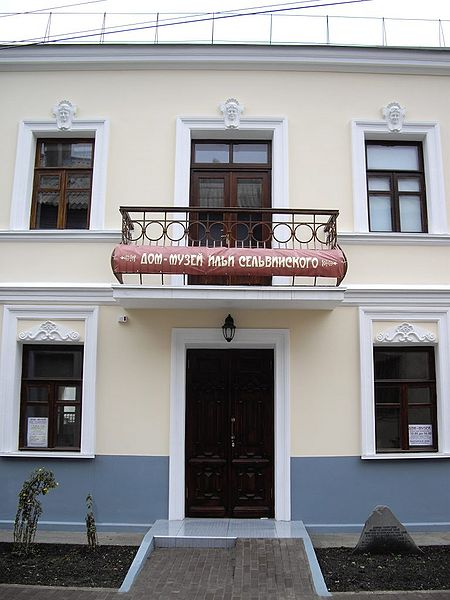
Selwinski-Museum, Simferopol

1933–1934 war Selwinski Korrespondent der Prawda in der von Otto Juljewitsch Schmidt geleiteten Expedition auf der Tscheljuskin zur Erkundung der Nordostpassage. Vor der Überwinterung im Eis verließ er mit acht Männern das Schiff bei der Insel Koljutschin und gelangte mit Tschuktschen auf Hundeschlitten über Eis und Tundren zum Kap Deschnjow. 1937 leitete er ein Seminar im Moskauer Maxim-Gorki-Literaturinstitut. Im August 1937 beschloss das Politbüro der Kommunistischen Partei der Sowjetunion eine vernichtende Resolution gegen Selwinskis Theaterstück Der Eisbär. Im August 1939 folgte die Resolution des Orgbüros des Zentralkomitees der KPdSU gegen die Zeitschrift Oktjabr und Selwinskis antikünstlerische und schädliche Verse. Ab 1937 schrieb Selwinski historische Versdramen.
Zu Beginn des Deutsch-Sowjetischen Krieges trat Selwinski in die KPdSU und in die Rote Armee ein. Er war zunächst Bataillonskommissar und dann Podpolkownik. Bei Bataisk wurde er schwer verwundet. Für den Text des Liedes der Krimfront Kriegerische Krim wurde er vom Vizevolkskommissar für Verteidigung mit einer goldenen Uhr ausgezeichnet. Ende November 1943 wurde er aus der Krim nach Moskau geholt und wegen schädlicher antikünstlerischer Werke kritisiert. Vermutet wird, dass der Anlass seine Erzählungen über die jüdischen Opfer der Nazis waren. Nach einer anderen Vermutung war der Anlass ein kleines Gedicht, das als versteckte Karikatur Stalins hätte verstanden werden können. Er wurde darauf demobilisiert.
In den 1950er Jahren wandte sich Selwinski wieder seinem Schaffen in den 1920er Jahren zu und gab seine Werke neu heraus. In der Kampagne gegen Boris Leonidowitsch Pasternak veröffentlichte er 1959 ein Gedicht gegen Pasternak.
Selwinski war verheiratet mit Berta Jakowlewna Selwinskaja (1898–1980). Ihre Tochter ist die Künstlerin und Dichterin Tatjana Iljinitschna Selwinskaja.
Selwinski wurde auf dem Moskauer Nowodewitschi-Friedhof begraben. Sein Grabstein wurde von dem Bildhauer Leonid Lwowitsch Berlin gestaltet. Selwinskis Stieftochter Zezilija Alexandrowna Woskressenskaja (1923–2006) war Mitglied der Kommission für das literarische Erbe Selwinskis. Sie gab Erinnerungen an Selwinski heraus, stellte Gedichtbände zusammen  und initiierte und organisierte zusammen mit Tatjana Selwinskaja 1989 das Selwinski-Museum in Simferopol. 1993 wurde in Jewpatorija das Gymnasium, das Selwinski besucht hatte, nach ihm benannt.
Der Asteroid (7725) Selʹvinskij wurde nach ihm benannt.

## Ehrungen
- Orden des Roten Banners der Arbeit (1939, 1959, 1967)
- Orden des Roten Sterns (1943)[16]
- Orden des Vaterländischen Krieges I. Klasse (1943)[17]